# Kary Mullis
Kary Banks Mullis (Lenoir, 28 de dezembro de 1944 – Newport Beach, Califórnia, 7 de agosto de 2019) foi um bioquímico estadunidense. Foi laureado com o Nobel de Química de 1993, pela invenção da reação em cadeia da polimerase (PCR), junto com Michael Smith.
Mullis morreu de pneumonia em 7 de agosto de 2019, aos 74 anos de idade, em Newport Beach, Califórnia.